# Хадиржи, Рифат
Рифат Хадиржи (6 декабря 1926, Багдад — 10 апреля 2020[…], Лондон) – иракский архитектор, по национальности иракский туркмен. Считается «отцом современной иракской архитектуры», автор проектов свыше 100 зданий в стране.

## Биография
Родился в Багдаде в 1926 году в семье политика Камиля Хадиржи. Ещё до этого, в 1951 году, вступил в творческое объединение «Современная группа Багдада», став одним из первых его членов. Объединение придерживалось комбинаторного взгляда на развитие архитектурный страны – предлагалось объединять традиционные стили строительства Востока с международными авангардными тенденциями. Хадиржи получил диплом архитектора в 1952 году, после чего начал профессиональную карьеру в столице Ирака.
Ранние работы Хадиржи были связаны с реконструкцией старинных построек и жилых домов. Первым собственным проектом Хадиржи стал жилой дом Бахера Фаика, бывшего иракского чиновника и дипломата. В 1959 году спроектировал в Багдаде мемориал «Памятник неизвестному солдату» на площади Фирдос, который впоследствии был разрушен при режиме Саддама Хусейна и заменён статуей самого Хусейна.